# Lourizela (Couto de Esteves)
Lourizela é um lugar da freguesia de Couto de Esteves, Município de Sever do Vouga, em Portugal. Tem 1,2 quilômetros quadrados e segundo o censo de 2011, havia nela 187 habitantes.